# Ронен Гінзбург
Ронен «Нено» Гінзбург (івр. רונן "ננו" גינזבורג) — ізраїльсько-чеський баскетбольний тренер. З 2013 року головний тренер чоловічої збірної Чехії з баскетболу. З 2021 року головний тренер українського баскетбольного клубу «Прометей».